# 1487 w polityce
Wydarzenia polityczne w 1487 roku.

## Wydarzenia
- Publikacja Młota na czarownice, traktatu, który stał się inspiracją do masowych prześladowań kobiet posądzonych o uprawianie czarów[1].

## Urodzili się
- 10 września – Giovanni Maria Ciocchi del Monte, późniejszy papież Juliusz III[2].

## Zmarli
- 16 lipca – Charlotta, królowa Cypru (ur. w 1444)[3].